# Alla Sosnítskaya
Alla Sosnítskaya (Moscú, Rusia, 10 de abril de 1997) es una gimnasta artística rusa, medallista mundial de bronce en 2014 en el concurso por equipos.

## 2014
En el Campeonato Europeo de Sofía gana el bronce en el concurso por equipos. Poco después, en el Mundial celebrado en Nanning (China) vuelve a consequir el bronce en el concurso por equipos —Rusia queda Estados Unidos (oro) y China (plata)—. Sus compañeras de equipo fueron Aliya Mustafina, Tatiana Nabieva, Mariya Jarenkova, Ekaterina Kramarenko, Daria Spiridonova y Polina Fedorova.